# Municipio de Toluca
El municipio de Toluca es uno de los 125 municipios que conforman al Estado de México, su cabecera es la ciudad de Toluca de Lerdo que es también la capital del estado mexicano. 
Habitado por 910 608 personas hasta el censo del 2020, es el tercero más poblado del estado, luego de Ecatepec y Nezahualcóyotl, respectivamente, los cuales forman parte de la zona metropolitana del valle de México. 

## Escudo
Tiene el relieve y contorno del escudo del Estado de México como fondo general. En la parte superior aparece un águila mexicana semejante a la descrita en la Ley Sobre las Características y el Uso del Escudo, la Bandera y el Himno Nacional. El centro del escudo contiene un campo rojo, el mapa del territorio del municipio de Toluca, con su campo en blanco delimitado en negro; del lado derecho, el topónimo del Dios Tolo, constituido por la figura de un tépetl en verde con tres salientes lobulares, representaciones del signo «tetl» o piedra y, sobre éste, la cabeza del dios Tolotzin inclinada hacia el territorio municipal. En la parte inferior del tépetl, dos figuras ovales, una en rojo y otra en amarillo, en la parte inferior del escudo una cinta con la leyenda Municipio de Toluca.

Escudo del municipio de Toluca.

## Historia
1000 a. C.-1000 d. C. Primeros asentamientos agrícolas en el Valle del Matlatzinco.
1000 d. C.-1350 d. C. Presencia de grupos otomianos (Matlatzincas) en el Valle de Toluca.
1474-1486. Conquista del Matlatzinco por la Triple Alianza liderada por Axayácatl (1474-1481) y Tizoc (1482-1486). 
1521. Caída de Tenochtitlan y llegada de Gonzalo de Sandoval y su ejército al Valle del Matlatzinco.
1522. Hernán Cortés visita el Matlatzinco.
1525. Fray Luis de Fuensalida inicia las construcciones del templo de la Santa Cruz de los Otomites; primer fraile en llegar al territorio. 
1526. Hernán Cortés introduce el ganado porcino en el Matlatzinco o Matalcingo, origen de la industria choricera actual.
1529. Carlos V otorga a Cortés el nombramiento de Marqués del Valle de Oaxaca con territorio que comprende a Toluca. Primera mención del nombre castellano de Toluca. Comienza la construcción de la Villa.
1542. Llega a Toluca Fray Andrés de Castro, apóstol y evangelizador de los matlatzincas. 
1542-1575. Edificación del Convento Franciscano de la Asunción.
1633. Toluqueños comienzan a trabajar con azúcar, origen de la artesanía actual del alfeñique.
1779. Toluca obtiene el título de ciudad por Cédula Real firmada el 12 de septiembre por el Rey Carlos IV.
1810. Miguel Hidalgo y la insurgencia pasan por Toluca el 28 de octubre.
1811. Un centenar de insurgentes son ejecutados en la Plaza Principal el 19 de octubre. Desde entonces se conoce como Plaza de los Mártires.
1812-1814. Erección del primer Ayuntamiento el 13 de diciembre de 1812; se instala el 2 de mayo de 1813 y funcionó hasta diciembre de 1814.
1830. El Congreso Local declara a Toluca Capital del Estado de México.
1832. 6 de febrero, inicio de la construcción de los Portales.
1861. El Congreso Local determinó que la ciudad se llamara Toluca de Lerdo, en homenaje a Miguel Lerdo de Tejada.
1867-1882. A partir de 1867 inicia la industria cervecera y en 1882 llega el ferrocarril a la ciudad.
1889-1904. La modernización y el progreso durante el Porfiriato generaron que a la ciudad se le llamara Toluca la Bella.
1908. Como parte de las fiestas del Centenario de la Independencia, inicia la construcción del Mercado 16 de Septiembre, actual Cosmovitral.
1910. Durante la Revolución, Toluca tuvo presencia de fuerzas maderistas, zapatistas y constitucionalistas.
1950. A mediados del siglo comienza la modernización urbana de la ciudad y la segunda industrialización.
1985-2000. La ciudad crece de manera exponencial y se inserta en dinámicas globales.

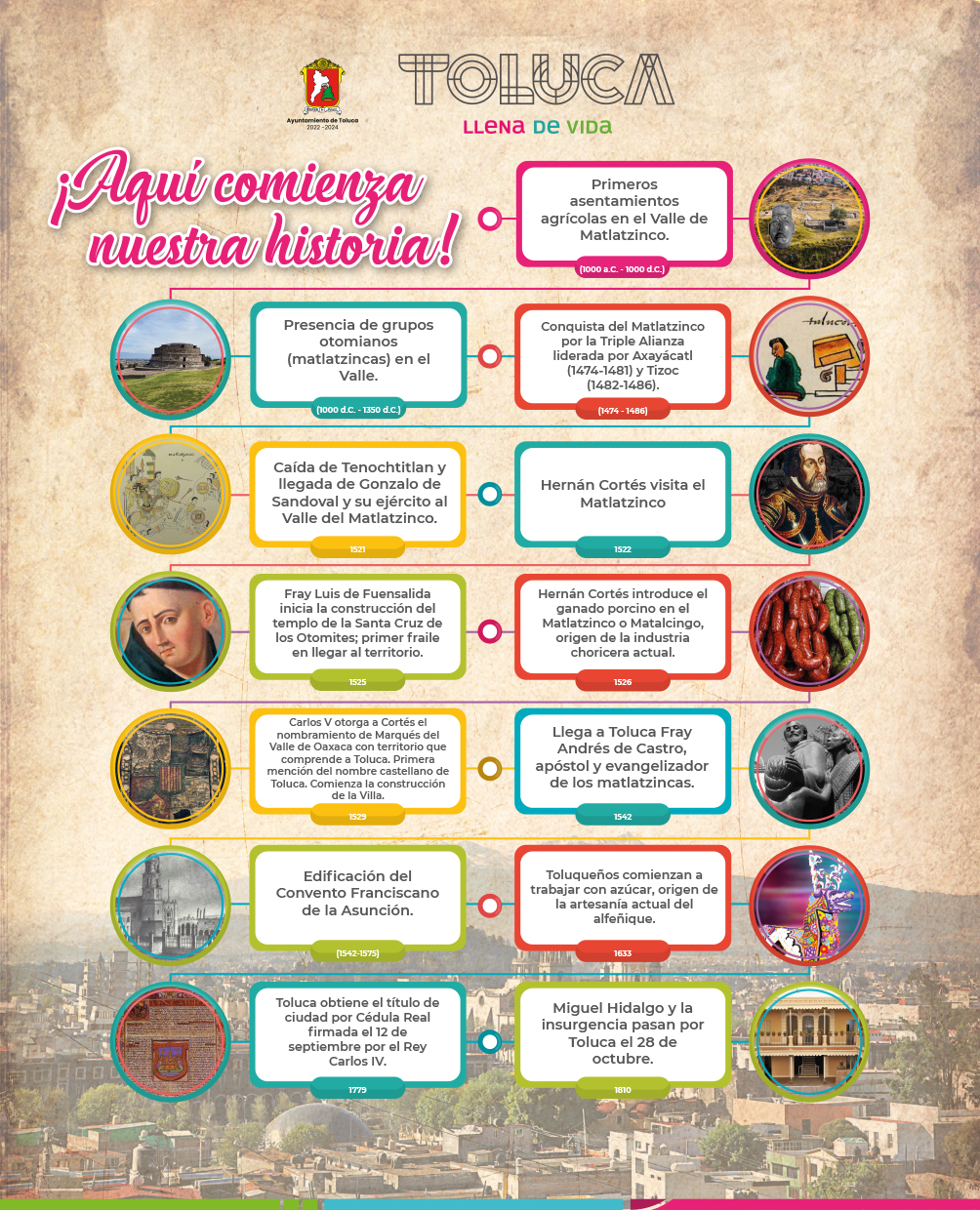
Historia de Toluca. Línea del Tiempo

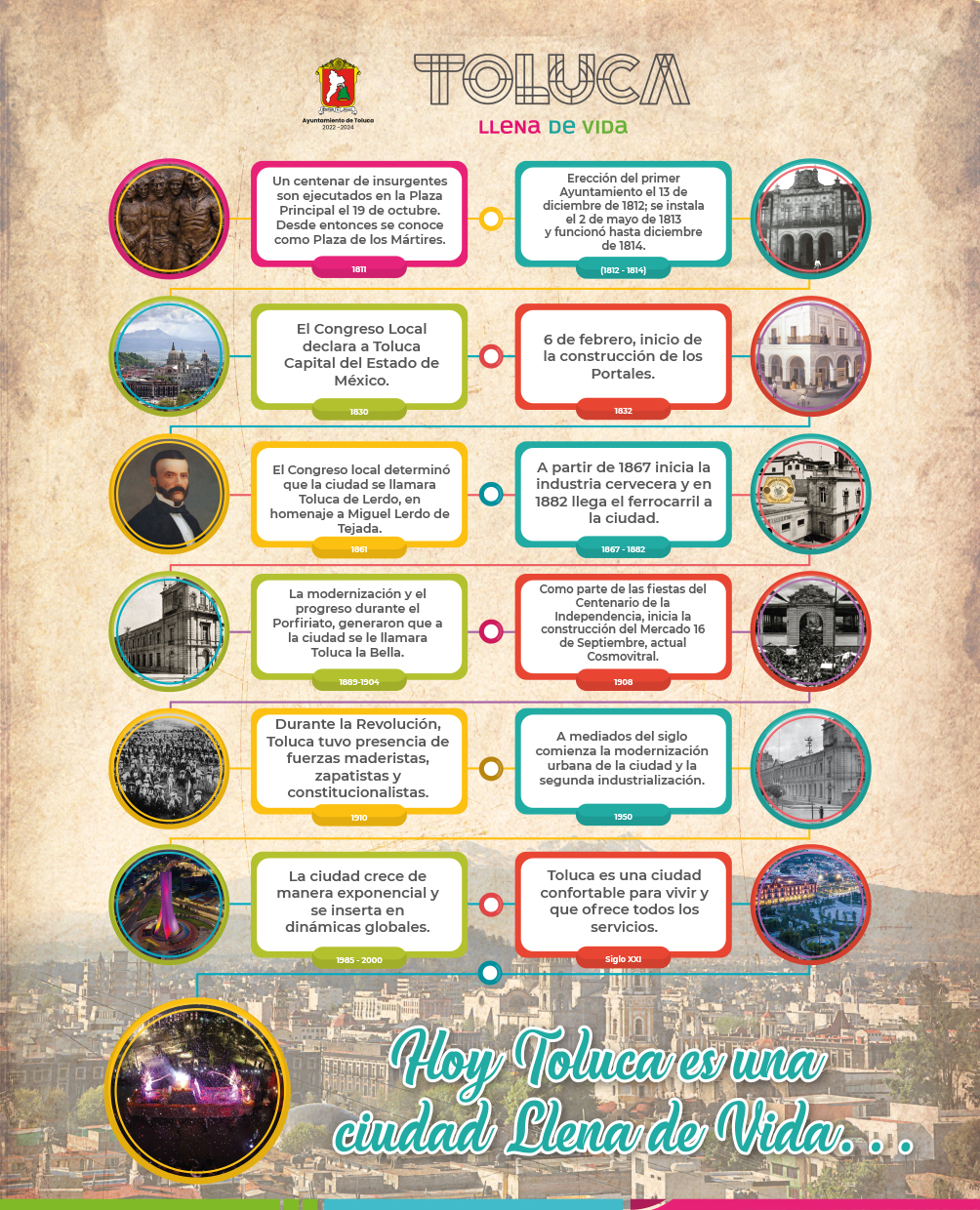
Historia de Tolica. Línea del tiempo

## Geografía
La ciudad de Toluca se encuentra en la zona centro del Estado de México a 66 km de distancia de la Ciudad de México y por consecuencia dentro del hemisferio boreal a 19⁰ 04' de latitud norte y 99°31′ de longitud oeste del meridiano de Greenwich.
Su extensión territorial de acuerdo con el IGECEM es de 426.86 kilómetros cuadrados (km2), correspondiente al 1.90% de la superficie del estado. Para el cumplimiento de sus funciones políticas y administrativas, el Bando Municipal 2022 señala que el municipio cuenta con 85 circunscripciones territoriales divididas en 48 delegaciones, 37 subdelegaciones y 281 unidades territoriales básicas.

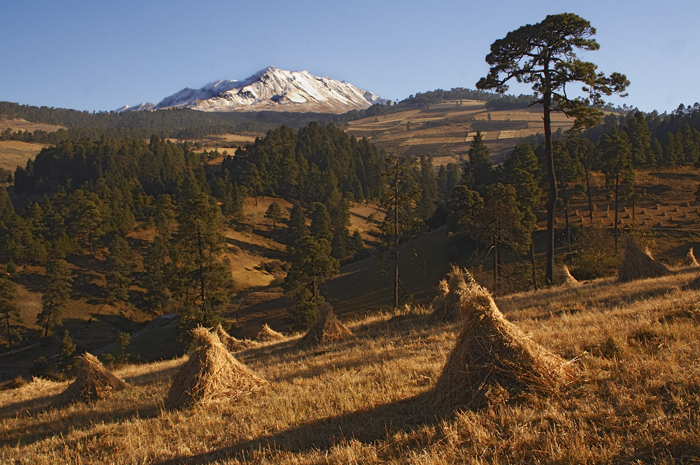
Nevado de Toluca.

### Orografía
La conformación orográfica del municipio de Toluca es contrastante, en la zona norte se encuentra un amplio valle en el que se asienta la mayor parte de la zona urbanizada, mientras que el terreno se eleva en dirección sur hasta llegar a los 4,680 m s. n. m. en la cima del Nevado de Toluca (Xinantécatl) siendo la tercera mayor elevación del Estado de México precedida por la del Popocatépetl y el Iztaccíhuatl. A nivel nacional, ocupa el cuarto lugar de las elevaciones mayores. Sus coordenadas extremas varían de los 19.º 17’ a los de latitud norte, y de los 99°39′ de longitud oeste. La altitud promedio es de 2660 metros sobre el nivel del mar.

### Hidrografía
El territorio municipal se ubica en una zona elevada de la cuenca del río Lerma, que se encuentra surcado por las corrientes que descienden desde los manantiales del Nevado de Toluca hacia el valle, siendo los dos principales el Río Verdiguel y el Río Tejalpa. Existen además, varias corrientes menores, algunos manantiales como Los Jazmines, Agua Bendita y Zacango ubicados en las faldas del Nevado de Toluca, los cuales su aprovechamiento está a cargo de grupos organizados de usuarios; cuarenta y tres bordos; dos lagunas, la del Sol y la de la Luna en el Nevado de Toluca; comparte con otros municipios vecinos la presa José Antonio Alzate; un acueducto que forma parte del Sistema Cutzamala; el Arroyo Cano y el Canal la Vega que confluyen al Río Verdiguel, parte del Canal las Jaras cuyo destino final es el municipio de Metepec, Canal Totoltepec el cual es un afluente artificial que recibe gran parte de las descargas industriales.

El sistema de agua potable municipal se conforma de ciento un pozos y mil setecientos kilómetros de redes de distribución que abastecen a la zona urbana y rural, adicionalmente en el municipio existen treinta y cuatro grupos organizados de usuarios (comités independientes-autónomos).

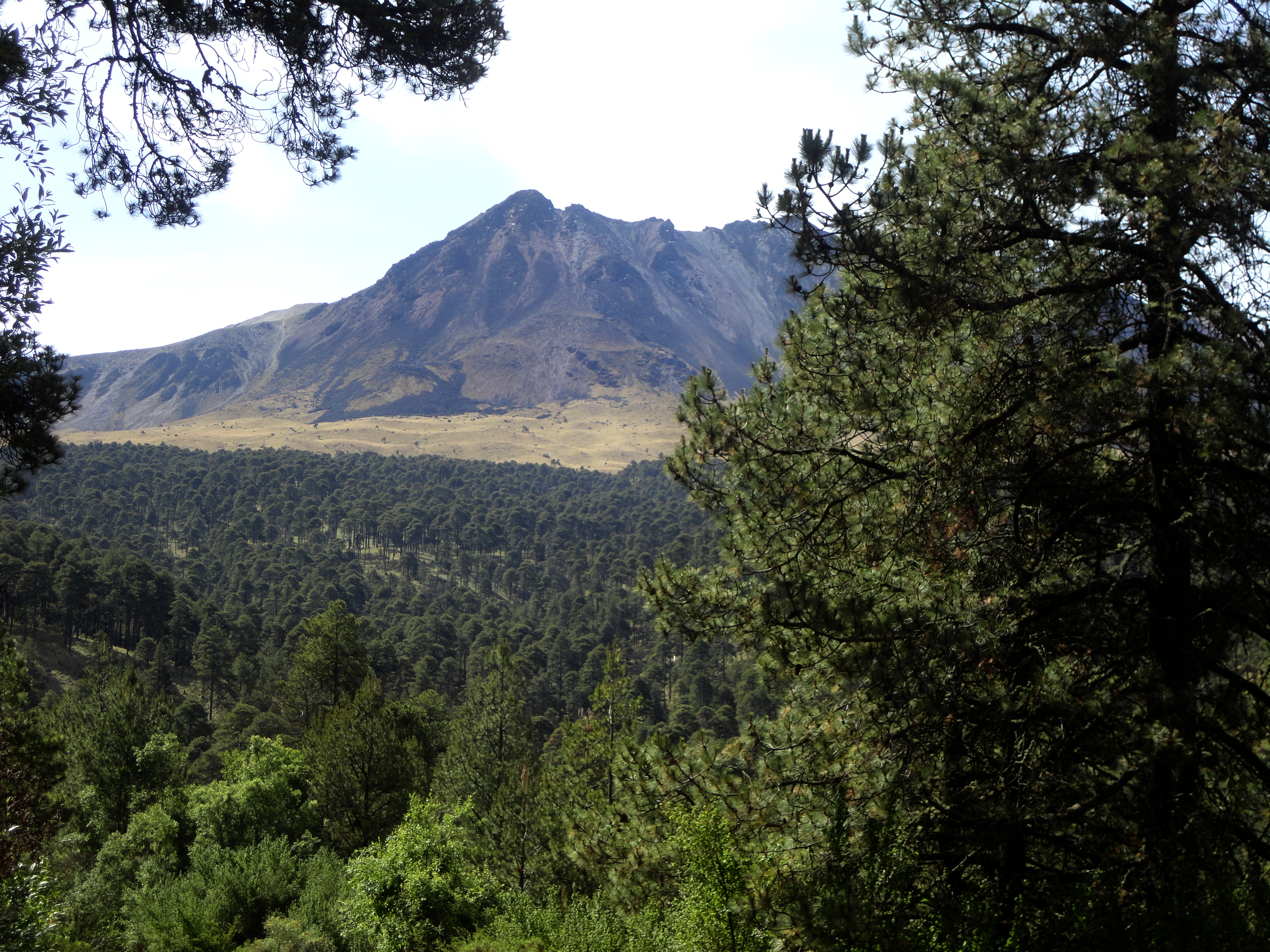
Nevado de Toluca.

Todo el territorio municipal, con excepción de su punto extremo sur, pertenece a la región hidrológico-administrativa Lerma-Santiago-Pacífico, y a la cuenca Río Lerma , el extremo sur pertenece a la región hidrológico-administrativa Balsas y a las cuencas de los ríos Amacuzac y Cutzamala.
El río Lerma y los seis afluentes principales del municipio: río Verdiguel, río Tejalapa, canal las Jaras, canal Totoltepec, canal Arroyo Cano y canal la Vega, en su estado actual no son aptos para el consumo humano..

### Clima
Toluca tiene, según la clasificación climática de Köppen un clima subtropical de montaña (Cwb), con inviernos secos relativamente fríos y veranos lluviosos y templados.
La cantidad de precipitación anual es moderadamente alta y equivale a 747.5 milímetros. La estación de lluvias transcurre entre los meses de junio a octubre, antecedida por un lapso de lluvias irregulares durante el mes de mayo.
Su humedad relativa anual es de 65 %, y el total de horas de sol al año es aproximadamente de 2026.
En los últimos días de primavera se alcanzan las temperaturas más altas, que en algunas ocasiones superan los 26 °C, mientras que las más frías se dan entre diciembre y febrero, presentándose heladas en la zona urbana prácticamente durante todo el invierno y en las primeras semanas de primavera.
En Toluca, una vez que concluye la temporada de lluvias, se inicia inmediatamente la temporada de heladas. Es decir, una temporada de enfriamiento intenso y brusco que se produce a causa de la pérdida nocturna de calor por irradiación terrestre. Este hecho se manifiesta generalmente justo en el instante de la salida del sol, o después del amanecer, provocando unas mañanas muy frías durante noviembre, diciembre y enero con depósitos de hielo en el suelo de esta demarcación.
En promedio, suelen darse temperaturas de 2 °C a -6 °C en más de 110 días al año, empezando a mediados de otoño y terminando a principios de primavera. Son raras las temperaturas mínimas por debajo de −7 °C. o por encima de 27 °C. Cabe destacar que debido a su altitud, la temperatura nocturna se mantiene fría a lo largo del año.

## Demografía
El municipio de Toluca tiene un total de 910,608 habitantes de acuerdo a los resultados del Censo de Población y Vivienda realizado en 2020 por el Instituto Nacional de Estadística y Geografía. La tasa de crecimiento poblacional anual en comparación con 2010 es de un 11.1%, el 15.9% de los pobladores son menores de 15 años de edad, mientras que entre esa edad y los 64 años se encuentra el 84.1% de la población, el 95.5% de los habitantes residen en localidades que superan los 2,500 habitantes y finalmente el 2.6% de los pobladores mayores a 5 años de edad son hablantes de alguna lengua indígena.
| Evolución demográfica del municipio de Toluca |         |         |         |         |
| 1995                                          | 2000    | 2005    | 2015    | 2020    |
| 564 476                                       | 665 617 | 747 512 | 873,536 | 910 608 |

### Grupos étnicos
De acuerdo a los resultados del Conteo de Población y Vivienda de 2020 en el municipio de Toluca un 2.6% de la población de más de cinco años de edad es hablante de alguna lengua indígena, este porcentaje equivale a un total de 22,861 personas, 21,762 son bilingües al español, 210 son monolingües y 889 no especifican condición de bilingüismo.
La lengua indígena más hablada en el municipio es el otomí con 21,527 personas que lo hablan, existen numerosas lenguas con cantidades de hablantes mucho menos representativas, siguiendo en tamaño el mazahua con 928 hablantes.

### Localidades
El municipio de Toluca tiene un total de 48 delegaciones, 37 subdelegaciones y 281 unidades territoriales básicas; a continuación se enlistan las 48 delegaciones:Además de que de esas 48 delegaciones, 24 son colonias y 24 pueblos

Principales localidades del municipio de Toluca.

| N.º | Delegaciones de Toluca   | N.º | Delegaciones de Toluca      |
| 01  | Centro Histórico         | 25  | San Andrés Cuexcontitlán    |
| 02  | Barrios tradicionales    | 26  | San Antonio Buenavista      |
| 03  | Árbol de las manitas     | 27  | San Buenaventura            |
| 04  | La Maquinita             | 28  | San Cristóbal Huichochitlán |
| 05  | Independencia            | 29  | San Felipe Tlalmimilolpan   |
| 06  | San Sebastián            | 30  | San Juan Tilapa             |
| 07  | Universidad              | 31  | San Lorenzo Tepaltitlán     |
| 08  | Santa María de las Rosas | 32  | San Marcos Yachihuacaltepec |
| 09  | Del Parque               | 33  | San Martín Toltepec         |
| 10  | Metropolitana            | 34  | San Mateo Otzacatipan       |
| 11  | Colón                    | 35  | San Mateo Oxtotitlán        |
| 12  | Moderna de la Cruz       | 36  | San Pablo Autopan           |
| 13  | Felipe Chávez Becerril   | 37  | San Pedro Totoltepec        |
| 14  | Seminario Conciliar      | 38  | Santa Ana Tlapaltitlán      |
| 15  | Seminario 2 de marzo     | 39  | Santa Cruz Atzcapotzaltongo |
| 16  | Seminario Las Torres     | 40  | Santa María Totoltepec      |
| 17  | Morelos                  | 41  | Santiago Miltepec           |
| 18  | Ciudad Universitaria     | 42  | Santiago Tlacotepec         |
| 19  | Nueva Oxtotitlán         | 43  | Santiago Tlaxomulco         |
| 20  | Adolfo López Mateos      | 44  | Tecaxic                     |
| 21  | Sánchez                  | 45  | Tlachaloya                  |
| 22  | Cacalomacán              | 46  | San Cayetano Morelos        |
| 23  | Calixtlahuaca            | 47  | Cerrillo Vista Hermosa      |
| 24  | Capultitlán              | 48  | Sauces                      |

### Pueblos de Toluca
| N.º | Nombre                      | Significado | N.º | Nombre                     | Significado |
| --- | --------------------------- | --- | --- | -------------------------- | --- |
| 1   | Cacalomacán                 | Lugar donde se cazan los cuervos con las manos | 13  | San Mateo Otzacatipan      | En el camino del zacatal |
| 2   | Calixtlahuaca               | Lugar donde hay casas en las llanuras | 14  | San Mateo Oxtotitlán       | Lugar de las cuevas o cuevillas |
| 3   | Capultitlan                 | Capulín significa "fruto o árbol del capulín" y teopan significa "templo". Por lo tanto, Capulteopan significa "En el templo del capulín". | 15  | San Pablo Autopan          | Del nahuatl atoctli, tierra gruesa, húmeda, fértil; y pan, encima o arriba. Autopan. - significa "en tierra fértil o tierra de maíz".                                                 |
| 4   | San Andrés Cuexcontitlan    | Del náhuatl "cuexcomatl"= "trojes" y titlan "entre o sobre", "Entre los trojes" | 16  | San Pedro Totoltepec       | De la palabra en náhuatl "totoltepetl"; totol "pajaro o ave", tepetl "cerro o montaña" y c "en", "En el cerro del pajaro"                                                             |
| 5   | San Antonio Buenavista      | Durante la época prehispánica se llamaba Tlalzintlan que significa “Lugar de muchas tierritas” | 17  | Santa Ana Tlapaltitlán     | Su nombre en náhuatl significa “Lugar entre la tierra húmeda”, de Tlal, Tlalli: tierra, y pal, paltic, húmedo o mojado.                                                               |
| 6   | San Buenaventura Huajapan   | El nombre proviene de los vocablos nahuas huaxin, que significa "huaje", ohtli "camino", y apan "río". Por ello, puede traducirse como Río de los huajes, | 18  | Santa Cruz Azcapotzaltongo | en los pequeños hormigueros. |
| 7   | San Cristóbal Huichochitlán | La palabra Huichochitlán proviene de un vocablo náhuatl del cual huichochi (huisache) y tlan (lugar). Por lo tanto se puede traducir "lugar entre huisaches". El nombre se origina debido a la abundancia de arbustos espinudos llamados "huisaches", de ahí que se le denominará así a la comunidad. | 19  | Santa María Totoltepec     | De la palabra en náhuatl "totoltepetl"; totol "pajaro o ave", tepetl "cerro o montaña" y c "en", "En el cerro del pajaro"                                                             |
| 8   | San Felipe Tlalmililolpan   | “En tierra que rueda” | 20  | Santiago Miltepec          | Cerro de las cementeras |
| 9   | San Juan Tilapa             | Proviene del náhuatl y significa en “En el agua negra” | 21  | Santiago Tlacotepec        | Tlacotepec. Tlaco-tepec, sinónimo de Tlacopan; tlacotli y tepec. Tlacotepec. - Se compone, en mexicano, de tlaco, medio, de tepetl, cerro, y de c, en; y significa: "En medio cerro." |
| 10  | San Lorenzo Tepaltitlán     | “Entre los tepalcates” | 22  | Santiago Tlaxomulco        | Tlaxomulco es una palabra de origen Náhuatl que significa "en el rincón (o rinconada)".                                                                                               |
| 11  | San Marcos Yachihuacaltepec | la población se llamaba Xochihuacaltepec, nombre náhuatl que puede significar: “Los que poseen casas, en el cerro de las flores”. | 23  | Tecaxic                    | Tecaxic significa “El cerro delcajete” y viene del vocablo náhuatl; su jeroglífico estácompuesto por el símbolo de la piedra, y los ideogramas fuerontomados del Códice Mendoza.      |
| 12  | San Martin Toltepec         | Toltepec.- "Cerro del tule", palabra náhuatl cuyas raíces son: tol, tolin, tollin, tullan, tule, junco, juncia, carrizo (Rémi Simeón). Usado para hacer esteras o petatl, industria importante entre los toltecas (Sahagún); y tepetl, cerro.                                                         | 24  | Tlachaloya                 | "Lugar donde se mira ó mirador". |

## Economía
Toluca es un importante centro industrial. Las industrias establecidas en el municipio se dedican a la producción y distribución de bebidas, alimentos procesados, textiles, automóviles, productos eléctricos, químicos y farmacéuticos. La industria ocupa un lugar importante en la economía del municipio y de la región.
Además del sector secundario o industrial, gran parte de la población se dedica a actividades terciarias, como el comercio y los servicios. Otro aspecto importante, dentro del sector primario, son la agricultura y la ganadería. Se cultiva maíz, jitomate, huertos frutales, hortalizas e invernaderos; y se produce leche y sus derivados.
El Estado de México y su capital ocupan uno de los primeros lugares del país en la industria automotriz, siendo esta actividad un sector importante para la economía mexicana.
Las siguientes armadoras están establecidas en el Valle de Toluca: General Motors (fabricación de motores y Centro de Diseño), Chrysler (Ensamble de Fiat 500, Dodge Journey, Fiat Freemont y el modelo Abarth 500, además del Centro de Distribución de Partes MOPAR), Daimler-Freightliner (ensamble de camiones), BMW (planta de blindaje de autos y centro de entrenamiento), Nissan (centro de diseño y almacén de refacciones), autos Mastretta (ensamble de autos), Italika (ensamble de motocicletas), Peugeot (almacén de refacciones), Volvo (centro de distribución de partes).
Una cantidad considerable de empresas Tier 1 proveen a las armadoras locales y además tienen vocación exportadora, principalmente a los Estados Unidos. Entre las más importantes se encuentran: Android Industries, Autoliv, Bocar (Plastic Tec, Fugra, Auma), Bosch, Dana, Detroit Diesel, Duraliner, Durakon, Elring Klinger, Gates, Gestamp, HBPO, Hitchiner, IACNA, Johnson Controls, Lear, Kiriu, Kirkwood, Macimex, Magna (cuatro plantas), Mahle, MOPESA, Parker, Trelleborg, TRW, Unisia-Hitachi, Valeo y ZF Lemforder.
La industria automotriz es generadora de una gran cantidad de empleos en la zona. Toluca cuenta con parques industriales en los que participan empresas tanto de capital extranjero como de capital mexicano. Entre los parques industriales más importantes destacan: Exportec I, Exportec II, Parque Industrial Lerma, Parque Industrial Cerrillo I, Parque Industrial Cerrillo II, Parque Industrial El Coecillo, Parque Industrial Doña Rosa, Parque Industrial Toluca 2000, San Cayetano, corredor Toluca-Lerma, etcétera.
La industria en Toluca tuvo su auge en los años 1990. Actualmente, la actividad industrial ocupa a cerca del 40 % de la fuerza laboral.
El sector burocrático juega un papel muy importante en la economía toluqueña, ya que, por ser la capital del estado de México, en Toluca se asientan los poderes estatales.

## Política

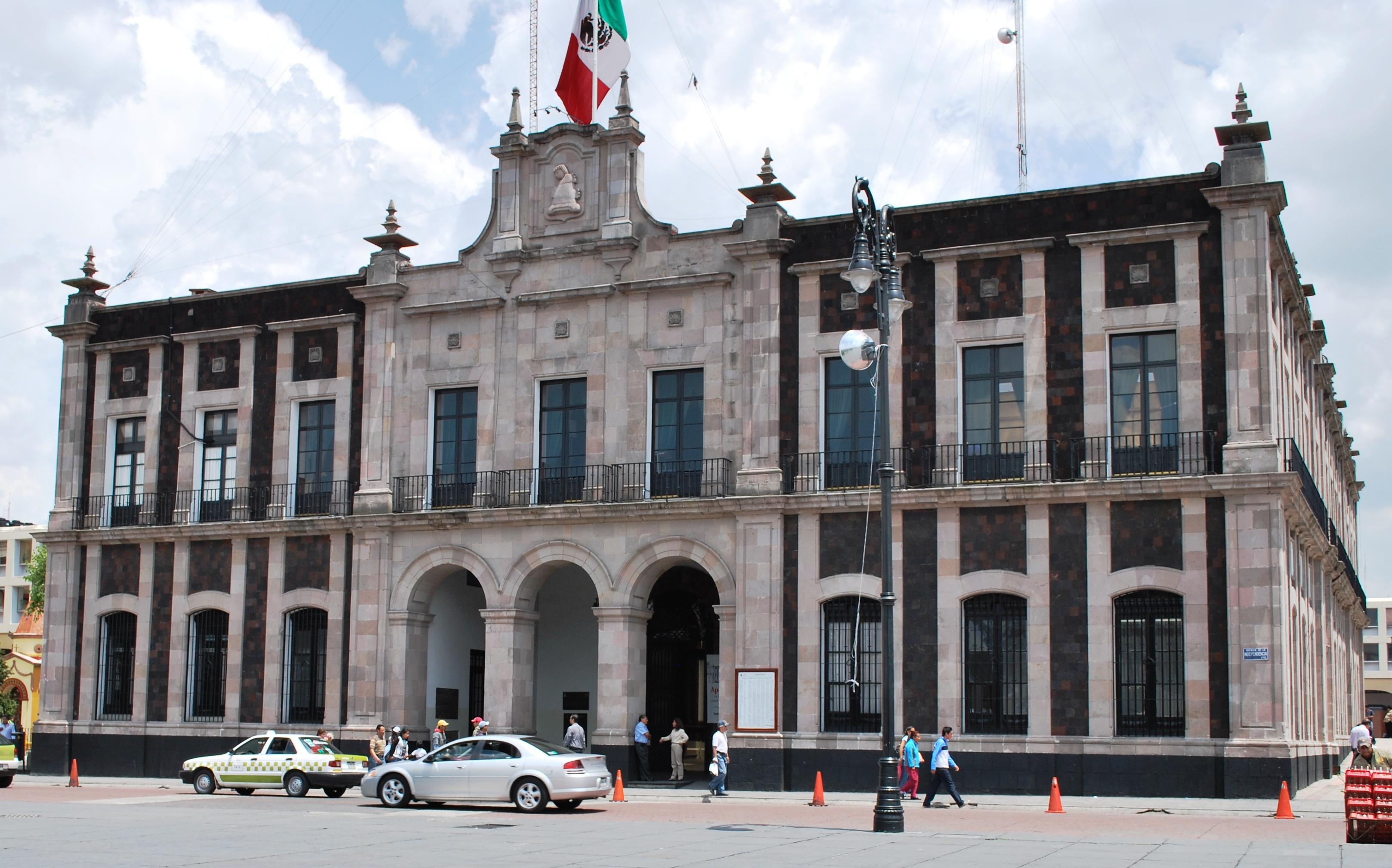
Palacio Municipal del Ayuntamiento de Toluca.

El gobierno del municipio de Toluca le corresponde a su Ayuntamiento, el cual es electo para un periodo de tres años con posibilidad de reelección en forma continua mediante voto universal, directo y secreto; el ayuntamiento está conformado por el presidente municipal; 2 Síndicos Municipales, 1 elegido por mayoría relativa y uno por representación proporcional y 12 regidores, de éstos 7 son electos por mayoría relativa y 5 por el principio representación proporcional. Todos inician el ejercicio de su cargo el día 1 de enero del año siguiente en que se realizó su elección.

### Subdivisión administrativa
Para su régimen interior el municipio se divide en 4100 delegaciones, 37 subdelegaciones y 278 unidades territoriales básicas, sus titulares son electos mediante votación secreta y directa para un periodo de tres años.

### Representación legislativa
La división territorial se conforma por distritos electorales los cuales son electos diputados locales y federales, el municipio de Toluca se encuentra dividido de la siguiente manera:

### Distritos Locales
- 1   Distrito Electoral Local del Estado México con cabecera en Toluca de Lerdo.[13]
- 2   Distrito Electoral Local del Estado de México con cabecera en Toluca de Lerdo.[14]
- 34 Distrito Electoral Local del Estado de México con cabecera en Zinacantepec.

### Distritos Federales[15]
- XXVI Distrito Electoral Federal del Estado de México con cabecera en Toluca de Lerdo.
- XXXIV Distrito Electoral Federal del Estado de México con cabecera en Toluca de Lerdo.

### Presidentes Municipales
- (1940 - 1941):  Gustavo Durán Vilchis
- (1942 - 1943):  Juan Fernández Albarrán
- (1944 - 1945):  Justo García
- (1945 - 1948):  Antero González Torrescano
- (1948 - 1951):  Felipe Chávez Becerril
- (1951 - 1954):  Antonio Vilchis Hernández
- (1954 - 1957):  Carlos Hank González
- (1957 - 1960):  Felipe Chávez Becerril
- (1960 - 1963):  Aurelio Zúñiga Nájera
- (1963 - 1966):  Jaime Pons Hernández
- (1966 - 1969):  Felipe Chávez Becerril
- (1969 - 1972):  Alfonso Gómez de Orozco
- (1972 - 1975):  Arturo Martínez Legorreta
- (1975 - 1978):  Yolanda Sentíes Echeverría
- (1978 - 1981):  José Antonio Muñoz Samayoa
- 1981) - 1981):  Víctor Quiroz Santibáñez
- (1981 - 1984):  Emilio Chuayffet Chemor
- (1984 - 1987):  Agustín Gasca Pliego
- (1987 - 1990):  Laura Pavón Jaramillo
- (1990 - 1993):  Enrique González Isunza
- (1993 - 1993):  Ramón Arana Pozos
- (1993 - 1996):  Alejandro Ozuna Rivero
- (1996 - 2000):  Armando Garduño Pérez
- (2000 - 2003):  Juan Carlos Núñez Armas
- (2003 - 2006):  Armando Enríquez Flores
- (2006 - 2009):  Juan Rodolfo Sánchez Gómez
- (2009 - 2012):  María Elena Barrera Tapia
- (2012 - 2015):  Martha Hilda González Calderón
- (2015 - 2015):  Braulio Antonio Álvarez Jasso
- (2015 - 2018):  Fernando Zamora Morales
- (2018 - 2021):  Juan Rodolfo Sánchez Gómez
- (2021 - 2023):  Raymundo Martínez Carbajal
- (2023 - 2024):  Juan Maccise Naime
- (2025 - 2027):  Ricardo Moreno Bastida

## Turismo
En el municipio existen espacios naturales, como el Nevado de Toluca, la cuarta montaña más alta de México, sitios arqueológicos como la Zona de Calixtlahuaca y el Cerro del Dios Tolo, museos de diferentes temáticas, iglesias construidas tanto en la época virreinal como en la época actual, plazas públicas y los Portales. Es una de las ciudades mexicanas con mayor número de museos, destacando el Museo del Alfeñique, único en su tipo a nivel nacional.

### Hospedaje
Toluca cuenta con 50 alternativas de hospedaje, entre hoteles, moteles y posadas con más de 4,000 habitaciones disponibles, salas de reuniones y centros de negocios.

### Centros Comerciales
- Paseo Molino Toluca- En donde alguna vez hubo un molino de harina, la antigua edificación fue demolida para abrir cancha a esta gran plaza comercial cerca de la Alameda central, en la esquina de Lerdo con Quintana Roo.
- Gran Plaza Toluca - Una de las más antiguas plazas comerciales de la ciudad, céntricamente ubicada en Morelos y Juárez.
- Galerías Toluca - En el paso de Paseo Tollocan, tiene Liverpool.
- Plaza Acrópolis Toluca - Elegante y pequeña plaza con Super Kompras en Galeana.
- Patio Toluca - Recientemente construida junto al Panteón General de Toluca, en donde estaba la fábrica de materiales Celanese.

## Cultura y patrimonio

### Zonas arqueológicas

#### Calixtlahuaca
Es un sitio arqueológico mexicano del período Postclásico de Mesoamérica, ubicado en la falda norte del cerro Tenismo. Pertenece a la cultura matlatzinca.

#### Cerro del Dios Tolo
"Este espacio se localiza en las partes altas de Toluca y se trata de uno de los más importantes centros cívicos y ceremoniales del señorío matlatzinca. Los especialistas coinciden en que este lugar era el templo dedicado al culto del dios Tolo, justamente quien le da nombre a la capital del Estado de México."

### Arquitectura

#### Cosmovitral
Una de las obras artísticas monumentales del Estado. Realizada por el artista mexiquense Leopoldo Flores.
Con un estilo Art Nouveau en su estructura, representa una historia cíclica, obra del pintor, muralista y escultor mexiquense Leopoldo Flores, apoyado por el artesano Bernabé Fernández y un equipo de 60 artesanos. Consta de 71 módulos vitrales que corresponden a 3000 m2, con un peso de 75 toneladas de estructura metálica y 45 toneladas de vidrio soplado.
La obra representa las dualidades y antagonismos de las fuerzas cósmicas, como lo son el día y la noche, la vida y la muerte, la creación y destrucción; sin dejar de mencionar que en su interior se alberga una gran diversidad de flora nacional y extranjera.

#### Portales
Los portales de Toluca, ubicados en el centro de la ciudad, fueron construidos sobre el terreno que ocupó el Convento Franciscano, cuya construcción inició en 1832 y concluyó en 1917. El complejo arquitectónico se divide en tres secciones: al oriente está el Portal 20 de Noviembre que tiene 37 arcos; al poniente, el Portal Reforma con 39 arcos, y al sur, el Portal Francisco I. Madero con 44 arcos.
Su evolución ha estado ligada al de la ciudad, al grado de que algunos de los eventos representativos, como la Feria del Alfeñique, tienen lugar en este espacio. Dentro de su amplia oferta comercial y cultural encontrarás locales tradicionales de diversos giros, la Concha Acústica, las alacenas (puestos de antojitos mexicanos) y la oficina de información turística municipal.

#### Andador Constitución
El Andador Constitución fue antaño la Calle del Maíz. Ahora es un espacio peatonal que se ubica a un costado del Portal 20 de Noviembre, en el centro de la ciudad de Toluca. Hay tiendas, comercios y restaurantes, y a veces se colocan grupos de mariachis para contratar. Cuenta con una fuente en la que hay una reproducción de la escultura David, de Donatello.

#### Capilla Exenta
Joya de la arquitectura novohispana construida en el siglo XVIII, originalmente fue la Sacristía del Convento Franciscano de Nuestra Señora de La Asunción, cuya construcción inició en 1729 comisionada a petición de Fray José Cillero, al arquitecto Felipe de Ureña. Es el último vestigio del mencionado convento y tiene una construcción basada en líneas rectas y curvas –conocida como mistilínea– que soportan una cúpula ochavada, es decir, tiene ocho lados y ocho ángulos iguales; contó en su momento con retablos de notable calidad a cargo de Benito de Churriguera, que se distinguen por el uso de la pilastra estípite, elemento arquitectónico que consiste en una columna constituida por diversas formas geométricas superpuestas, que puede ser también antropomorfa. Se dice que reproduce la planta alta de la ermita de Santa María del Puerto, que se encuentra en Madrid, España. En este espacio se guardaban los ornamentos del culto y revestían los sacerdotes, pero, nunca se llevó a cabo una misa en su interior y no tiene altar por lo que se llamó “exenta”, aunque algunos estudiosos proponen que se cambie su nombre a “Sacristía Exenta”.

### Edificios Religiosos

#### Catedral de Toluca
La Catedral de Toluca se erige en el antiguo Convento Franciscano de la Asunción, desaparecido en el siglo XIX. La construcción de este templo, de estilo neoclásico, se encuentra llena de vicisitudes: el proyecto comenzó en los últimos momentos del Imperio de Maximiliano; la obra se detuvo por las dificultades de la época y fue retomada muchos años después. Finalmente, su edificación concluyó y fue consagrada en 1978, a más de 100 años de su inicio.
La fachada de la catedral tiene dos cuerpos rematados por un frontón y una cúpula coronada por una escultura de bronce de San José y el niño Jesús, elaborada por el artista Ernesto Tamariz. Hay que recordar que el santo patrono de Toluca es San José y en su honor se realiza una celebración el 19 de marzo.
En el inferior de la iglesia hay ocho pares de columnas y en el cuerpo central, tres puertas de madera en forma de arco de medio punto. A los lados de las puertas se observan dos nichos con estatuas de los apóstoles Santiago, el mayor, san Pablo, san Pedro y san Felipe. Además, el templo tiene una nave principal y dos menores a los lados, en las cuales hay cinco capillas.

#### Templo del Carmen
Construido en el siglo XVIII, este edificio presenta una fachada austera, decorada con escudos de la orden carmelita. Fue el Templo del Convento de la Purísima Concepción de la Orden de los Carmelitas Descalzos.
El trazo del convento y la iglesia se encomendó a Don Miguel de Rivera. Primero se concluyó la Capilla de la Tercera Orden dedicada a Santa Teresa y después el Templo de la Virgen del Carmen, abriéndose y siendo bendecido el 25 de marzo de 1711.
En 1811 se inició la torre y fue terminada 3 años después, es de dos cuerpos con un remate en forma de campana muy parecido a los de la Catedral de la Ciudad de México, remate que fue proyectado por Don José Damián Ortiz de Castro, oriundo de Coatepec, Veracruz. Un aspecto peculiar es la balaustrada que corre en la parte superior dándole la vuelta completa al templo.
En sus instalaciones y dependencias se distribuyen las salas del Museo de Bellas Artes, uno de los recintos culturales más completos sobre pintura y objetos de la época colonial.

#### Iglesia de la Merced
La presencia de la Orden de los Mercedarios en la villa de Toluca parece remitirse a 1731. En esta fecha doña Juana de los Santos donó un terreno al procurador de la Orden de la Merced en el virreinato, fray Francisco Javier de Herrera, para que en dicho espacio establecieran una casa y capilla. En este caso los religiosos se establecieron en el límite poniente de la población y allí construyeron la capilla que se conocía como de la Santa Cruz del Milagro y un hospicio. La recepción de esta fundación entre los habitantes de Toluca fue positiva y se aprovecharon las limosnas y donaciones para transformar dicha capilla en un templo, un hospicio y un amplio convento. En 1746 se registró, formalmente, la fundación del convento de Nuestra Señora de la Merced. Actualmente, el acceso al atrio se realiza por un arco flanqueado por pilastras toscanas y coronadas por un frontón, muy posiblemente, del siglo pasado. El templo de Nuestra Señora de la Merced posee una fachada con tres cuerpos y remate. Se organiza a partir de un eje vertical central que parte de la puerta principal de acceso y pasa por la ventana del coro hasta el remate. En el primero de sus cuerpos se localiza la puerta de acceso que es un arco de medio punto moldurado con arquivolta y está flanqueado por seis pilastras toscanas que se elevan sobre pedestales. Entre cada una de éstas se encuentran cuatro nichos con una pequeña moldura y peana que contienen esculturas de santos y están rematados con medallones.
Las seis pilastras sostienen una pequeña cornisa que sirve de base al siguiente cuerpo, donde encontramos dos pares de pilastras de menor altura, éstas se elevan sobre su pedestal y las dos más extremas están coronadas por un remate en forma de vaso. Entre cada par de pilastras se encuentran nichos vacíos y al centro, enmarcado por las pilastras se localiza un medallón circular. Estas cuatro pilastras sostienen una pequeña cornisa. El tercero de los cuerpos vuelve a reducir su ancho, pero aumenta su altura para enmarcar, entre dos elevadas pilastras sin pedestal, una gran ventana coral de forma mixtilínea. Las pilastras rematan sus capiteles en un entablamento que son la base del remate o tímpano, también de forma mixtilínea y con el escudo de la Orden y la cruz.
En la parte oriental de la composición se eleva La Torre Campanario. El cubo de la torre queda dividido en dos, se eleva a la altura del remate de la fachada y se encuentra iluminada por tres pequeñas ventanas. Sobre éste se construyó un pequeño tambor hexagonal que sirve de base a la torre campanario que posee seis vanos que sirven para sostener las campanas. Este cuerpo posee una cornisa de poca proyección que remata de forma piramidal y sobre ésta se levanta una cruz de metal. En el costado poniente del atrio se encuentra una capilla, también de estilo neoclásico que está rematado por una espadaña con tres arcos. La portada de ésta se constituye por un gran arco ciego, al centro la puerta de acceso, ésta se encuentra flanqueada por nichos laterales, entablamento y ventana coral. La nave del templo es triple, con ábside, crucero y tres capillas laterales. También posee un nártex y encima de éste un coro. La bóveda es de cañón corrido y sobre el crucero se eleva una cúpula de base octagonal.
La composición de esta fachada debiera ubicarse por sus características en la modalidad que el historiador del arte mexicano Jorge Alberto Manrique denominó como “neóstila” (2002: 299), pues después del éxito y difusión del barroco estípite se regresó a utilizar la columna como el elemento más importante de las composiciones arquitectónicas, principalmente, las fachadas. No obstante, aclara Manrique que esta modalidad no debiera entenderse como una causa o antecedente del estilo neoclásico, sino como una de las últimas manifestaciones del Barroco. El propio autor ya había señalado que una modalidad es un subestilo, por tanto éste estará limitado por las características propias del estilo al que pertenezca. En la misma composición se puede apreciar una enorme ventana coral mixtilínea, común en la arquitectura novohispana del último cuarto del siglo XVIII, en la cual se privilegian las pilastras sin la corrección y las proporciones propias del trabajo y ejecución de las academias, mas con énfasis en la sobriedad, la simetría y el uso de elementos de los tratados de arquitectura, pero sin renunciar a la imaginación y movimiento propios del Barroco.
Cabe agregar que el Templo de Nuestra Señora de la Merced también posee varios capillas y colaterales, todos ellos de estilo neoclásico. Al parecer también fue mudando los primeros retablos. En este sentido, pareciera cercano al proceso observado en el Templo del Carmen, pues no parece haber sobrevivido ninguno de los posibles retablos originales.

#### Parroquia de Santa María de Guadalupe
De un rico estilo plateresco autóctono, el Templo de Santa María de Guadalupe es de las pocas construcciones religiosas en la ciudad de Toluca que conservan elementos anteriores al neoclásico, prácticamente sin intervención. Su fachada tiene una infraestructura artística conformada por tres columnas principales detalladas al estilo barroco, de manos del artista Ricardo Flores. 
El templo se encuentra ubicado entre las avenidas Morelos e Hidalgo, a dos cuadras del centro de la ciudad.  

#### Templo de San José (El Ranchito)
En el último cuarto del siglo XIX el crecimiento demográfico de Toluca expandió su mancha urbana hacia el sur. Se abrieron nuevas calles y se construyeron hacia este rumbo, principalmente, casas de las familias con altos recursos económicos. En 1894 la capital del Estado de México contaba con 20,127 habitantes (Venegas, 1993: 11). Por ello, impulsados por el propio obispo de la Ciudad de México y donaciones de la población toluqueña se establecieron en los antiguos terrenos y casa del Rancho de la Virgen la “Congregación de los Pasionistas”, el 25 de junio de 1885 se colocó la primera piedra de la Iglesia de San José, santo patrono original de la ciudad de Toluca.
Una particularidad de este templo son sus tres naves a la manera de las basílicas. Sus dimensiones son de 37.50 m de profundidad por 20.60 m de ancho. La nave central se eleva 20.55 m y las laterales 11.67 m. Eso le otorga una vista importante a su fachada principal que se conforma por dos cuerpos y remate. En el primero se encuentran tres puertas de arco de medio punto como acceso a cada una de las naves. Éstas son flanqueadas por pilastras estriadas de capitel corintio y sobre éstos un entablamento que sostiene el siguiente cuerpo. Esta composición se replica en el segundo cuerpo, donde las pilastras se encargan de enmarcar tres ventanas corales de medio punto, pero la central es de mayores proporciones. En el remate de esta portada se encuentra un pequeño frontón triangular en el que se levanta un remate de mixtas que contrasta con el resto de la fachada de inspiración neoclásica. Estas características le han valido al edificio calificativo como: “Neoclásico Corintio”.

### Plazas

#### Plaza de los Mártires
Es la plaza principal de la ciudad de Toluca. Recibe su nombre en conmemoración del fusilamiento de 100 prisioneros insurgentes, tomados por el ejército realista en la Batalla del Calvario, el 19 de octubre de 1811, durante la Guerra de Independencia. 
La plaza está flanqueada por los palacios de los poderes estatales: Ejecutivo, Legislativo y Judicial, así como por el Palacio Municipal y la Catedral. En el año 2021 se renovó convirtiéndose en una de las áreas arboladas del centro de la ciudad.

### Museos

#### Museo de Bellas Artes
Está ubicado en el ex Convento de los Carmelitas Descalzos, cuya construcción data de 1697. Al paso de los años funcionó como asilo, hospicio, hospital y sede del Instituto Científico y Literario, hasta que el 7 de septiembre de 1945 fue inaugurado como museo, siendo el primer museo de Toluca.
Su objetivo es preservar y difundir el arte sacro y el arte aplicado de los siglos XVI al XIX. Entre las obras de arte que resguarda, destacan objetos dedicados al Divino Rostro, un Cristo de marfil de la Nao de China, la Sagrada Familia de Cristóbal de Villalpando y el Descendimiento de Leonardo Sánchez Montaño. Su guion museográfico ofrece un panorama del ambiente religioso carmelita del siglo XVIII. Organiza exposiciones temporales y talleres artísticos.

#### Museo de Antropología e Historia
Se ubica en el Centro Cultural Mexiquense de la ciudad de Toluca y fue diseñado por el arquitecto Pedro Ramírez Vázquez.
Inaugurado el 27 de abril de 1987, este museo alberga las piezas arqueológicas que han sido testigo de la historia del Estado de México.
Presenta un guion museográfico, expuesto a través de un hilo conductor que permite conocer el transcurso de la historia, desde el periodo paleolítico, a la época prehispánica, pasando por la conquista, el virreinato y la independencia.
El acervo prehispánico cuenta con piezas, entre las que se destaca el Ehécatl de la zona arqueológica de Calixtlahuaca, el Tlapanhuéhuetl de Malinalco y la escultura dual de Quetzalcóatl y Tlaltecuhtli, las cuales tienen una relevancia internacional, debido a la complejidad artística de las piezas y su significado en el contexto histórico de México.
Además, cuenta con piezas arqueológicas de asentamientos como Teotenango, Huamango, Tlalpizáhuac y San Miguel Ixtapan, las cuales permiten al visitante reconocer los diferentes asentamientos en el altiplano central mexicano, y su relación entre sí, así como su desarrollo en el tiempo.
También cuenta con piezas correspondientes al periodo histórico de la conquista, la colonia y virreinato, específicas al Estado de México, entre las que hay armamento, arte sacro, y objetos relativos a la cotidianeidad de la sociedad en la época.
El acervo expuesto, le da al visitante las herramientas necesarias para comprender el desarrollo histórico de la entidad y las características de su desarrollo actual.

#### Museo Hacienda La Pila
Recrea espacios relacionados con la charrería, la gastronomía y arte del siglo XIX y XX.
Ubicado en el Centro Cultural Mexiquense, el museo Hacienda La Pila, es un lugar donde se aprecian espacios y piezas que evocan la vida cotidiana de quienes ahí habitaron, comprendiendo su estética, valor y contexto histórico en el rol de la hacienda San José de la Pila, que fuera testigo de la larga historia de la ciudad de Toluca.
Un elemento esencial para entender la vida en la Hacienda es la charrería, tradición que se encuentra homenajeada en este recinto.
Además, se aprecian las manifestaciones culturales y el arte popular del Estado de México, entre las que se encuentran, el Árbol de la Vida, testimonio de la calidad de los artesanos mexiquenses.

#### Museo de Numismática
Es un espacio educativo, formativo y de conservación del patrimonio numismático del país y del Estado de México particularmente. Presenta las piezas para la comprensión de los contextos políticos, económicos y sociales alrededor de los cuales las piezas presentadas en la exposición fueron creadas, además de los símbolos en ellas impresos y otros aspectos relevantes.
La exposición vigente se compone por más de mil doscientas piezas ordenadas cronológicamente desde la aparición de los primeros medios de cambio mesoamericanos alrededor del año 600 a. C., hasta la moneda contemporánea incluyendo instalaciones audiovisuales para comprender las criptomonedas y el truque en la actualidad; además presenta emisiones conmemorativas, preseas, condecoraciones, acciones y otros medios de cambio diversos que han sido utilizados en México y forman parte del ámbito del quehacer numismático.
Tres de sus destacadas piezas son la moneda de oro de ocho escudos de Felipe V, la moneda de ocho reales en plata de la ceca del Estado de México y la condecoración del escudo del Estado de México otorgada a Wenceslao Labra por la Logia Simbólica Benito Juárez.

#### Museo del Alfeñique
Es un recinto interactivo dedicado al dulce de alfeñique y la celebración del Día de Muertos, que es tradicional en la ciudad de Toluca. Cuenta con cinco salas permanentes de exhibición y dos temporales. Fue inaugurado en 2014, con el objetivo de rescatar y transmitir las tradiciones en torno a las festividades en honor de los fieles difuntos en el municipio.
Cada sala del museo cuenta su historia: Un país de sabor, ingredientes del pasado, la receta de la tradición, el sabor de la muerte y una tradición compartida. Todas las salas son interactivas y ofrecen juegos y dinámicas para hacer que los visitantes se involucren en la cultura del dulce de alfeñique.
El museo también ofrece conciertos, conferencias, talleres y tiene los servicios de visitas guiadas y tienda de suvenires.

#### Museo del Heroico Cuerpo de Bomberos
Este museo forma parte de las instalaciones de la Estación Central de Bomberos y fue inaugurado en septiembre de 1989. La exhibición incluye antiguos vehículos de bomberos, de tracción animal, así como camiones que datan de 1918. Algunos de estos ejemplares fueron utilizados por la Cervecera Toluca y México, aunque también dieron servicio a la comunidad.
Exhibe fotografías históricas, en las que se muestran situaciones de peligro y acciones relevantes de los elementos en activo. Como parte de la exposición, se observan los trofeos obtenidos en distintas justas deportivas y desfiles del 20 de noviembre.

#### Museo Municipal de Calixtlahuaca
Enmarcado por la zona arqueológica de Calixtlahuaca, este recinto exhibe las piezas y los objetos arqueológicos descubiertos en el área. Muestra al público quiénes fueron los miembros de esta sociedad que ocupó el valle entre los siglos XII y XV d. C.
Las piezas expuestas incluyen instrumentos de la vida cotidiana, de culto y artísticas, de las cuales algunas son originales y otras, reproducciones. El edificio es una construcción moderna que se mimetiza con el entorno y toma como referencia la estructura número III de Quetzalcóatl-Ehécatl.
El Museo Municipal de Calixtlahuaca cuenta con un acervo cultural matlatzinca, que permite al visitante identificar el pasado prehispánico de los pobladores de la región.

#### Museo Casa Toluca 1920
Hospedado en una casa construida poco antes de la Revolución Mexicana, el Museo Casa Toluca, retoma la vida de la capital mexiquense justo después de la lucha armada del país, para reconstruir más de un siglo de tradiciones, usos y costumbres de la Toluca “La Bella”, reconocida entonces por ser la imagen del desarrollo industrial e influenciada por la arquitectura francesa en la vida de México del Porfiriato.
Es una de las edificaciones que dieron forma al primer cuadro de la ciudad a finales del siglo XIX y principios del XX, con espacios reconstruidos a través de objetos únicos y una serie de fotografías llenos de historia. Cuenta con una sala de estar, comedor, cocina y oratorio, y dos salas de colecciones en miniatura, en intimidad de un hogar tradicional de la época.
Es un espacio dedicado a la academia, estudio, debate y análisis sobre cultura y arte.

#### Museo de la Acuarela
Ubicado en una casa del siglo XIX, este museo difunde y expone el arte basado en esta ancestral técnica, al tiempo que logra un equilibrio con el patrimonio arquitectónico de la casa en que está ubicado.
El museo expone a varios de los acuarelistas más reconocidos del país, y su acervo cuenta con obras de artistas como Pastor Velázquez, Edgardo Coghlan, Ignacio Barrios, Ángel Mauro Rodríguez, Roberto Velasco, entre otros.
También se imparten talleres, cursos, lecciones y seminarios, disponibles y accesibles para todo público.

#### Museo de la Estampa
Con más de 30 años de historia, el Museo de la Estampa promueve la creación y difusión de la gráfica mexiquense y mexicana.
En sus inicios contaba con casi 400 obras y en la actualidad suman más de 1200 piezas, que muestran la evolución que ha tenido esta técnica desde el siglo XVII hasta la aplicación de las más modernas tecnologías de la actualidad. Alberga obras de José Guadalupe Posada, Salvador Dalí, Octavio Bajonero, Francisco Toledo, Adolfo Mexiac, José Luis Cuevas, Luis Nishizawa y Rufino Tamayo, entre muchos más.
Además de exhibir las obras más destacadas de la gráfica, este recinto también fomenta la creación de nuevos artistas mediante la impartición de talleres en colaboración con instituciones y agrupaciones.

#### Museo Galería Arte Mexiquense Torres Bicentenario
Se ubica en el conjunto monumental Torres Bicentenario de Toluca. Inicialmente este edificio funcionó como una conmemoración por los 200 años del inicio de la independencia de México y 100 años de la Revolución Mexicana, ahora es un espacio en donde además de exponer se comercializan las obras de arte, además cuenta con una tienda de artesanías, una librería, un jardín de cactáceas y una excepcional museografía.
Este recinto cuenta con dos salas; la de Exposición Colectiva y la Mayor, que expone obras de artistas como Francisco Toledo, Vicente Rojo, Gilberto Aceves, Sergio López, entre otros.

#### Museo de Ciencias Naturales
Ubicado en el Parque Matlazincas o Calvario de la ciudad de Toluca.
El acervo contenido en el museo cuenta con piezas que exponen la biodiversidad del Estado de México, tomando como ejemplo una colección de fósiles, artrópodos, lepidópteros, taxidermias zoológicas y una colección de más de tres mil mariposas. Es de destacar el árbol petrificado de más de 250 millones de años, que se encuentra en exhibición.
A través de un recorrido pedagógico, expone la importancia de preservar los recursos naturales, ante el peligro de que estos se agoten y no haya posibilidad de renovarles. Ofrece programas de difusión en favor del cuidado del medio ambiente y de promoción de prácticas para minimizar el impacto ambiental y el respeto y uso adecuado de los recursos naturales.

#### Museo de Historia Universitaria “José María Morelos y Pavón”
Ilustra el proceso histórico de la educación en el Estado de México desde la fundación del Instituto Literario en 1828, hasta la actualidad, pasando por la transformación, en 1956, en Universidad Autónoma del Estado de México.

#### Museo de Historia Natural “José Manuel M. Villada”
Su colección permanente está compuesta por piezas taxidérmicas, modelos y animales vivos (reptiles y artrópodos). Periódicamente presenta exposiciones temporales.

#### Museo Observatorio Meteorológico Universitario “Mariano Bárcena”
Conserva aparatos de manufactura europea de finales del siglo XIX y principios del XX. Ofrece información sistemática e ininterrumpida de fenómenos meteorológicos y climáticos desde 1946 a la fecha.
Proporciona datos sobre estadística meteorológica y conceptos básicos sobre meteorología y climatología tanto a investigadores como público en general. Ofrece visitas guiadas para explicar el uso y funcionamiento de los instrumentos de medición meteorológica.

#### Museo Universitario Leopoldo Flores
Difunde la obra del doctor honoris causa Leopoldo Flores Valdés y la producción universitaria en el área de las artes contemporáneas. Recibe temporalmente exposiciones de artistas de relevancia internacional y nacional. Su objetivo es motivar la interacción entre la sociedad, artistas y expertos en la materia.

#### Pinacoteca Universitaria Los Autonomistas
En su exhibición ofrece la muestra de pinturas del siglo XIX. Entre sus pinturas se aprecia el retrato al óleo de Felipe Sánchez Solís (1850), quien fue director del Instituto Literario de Toluca.  Por su condición permanente cuenta con visitas guiadas especializadas y muestras temporales que fortalecen el patrimonio cultural universitario.

#### Gabinetes de física, química y medicina
La exposición permanente está compuesta por instrumental y mobiliario que fueron empleados en la enseñanza y el ejercicio de la física, la química y la medicina. Cuenta con una sala de exposiciones temporales para temas diversos.

#### Centro de Innovación en Cultura y Casa de la Mora
Genera e impulsa proyectos de innovación, conservación y divulgación de la cultura en los espacios académicos de la UAEMex, así mismo, organiza y desarrolla acciones de difusión cultural a través del laboratorio “Casa de la Mora”. Entre sus servicios está el realizar trabajos de restauración y conservación del patrimonio cultural universitario.
En este espacio también se llevan a cabo conferencias, exposiciones, presentaciones de libros y recitales que permitan la difusión y divulgación de las expresiones culturales dentro y fuera de la UAEMex.

#### Museo Salón de la Fama del Deportivo Toluca Fútbol Club
El Museo Salón de la Fama abrió sus puertas por primera vez el 17 de abril de 2004.
Revive los momentos importantes del Deportivo Toluca Fútbol Club y expone sus títulos, objetos de valor histórico y más.

#### Museo de la Inquisición
Este museo ofrece al público la historia de la Inquisición. Cuenta con una museografía dividida por secciones, que tratan el tema de la Inquisición, su origen y los personajes más emblemáticos de este hecho histórico.
Describe los procedimientos y mecanismos que utilizó la Inquisición para la caza de herejes, brujas e infieles al cristianismo, contra los que aplicó métodos de tortura para obtener una confesión. Los aparatos de tortura en exhibición son, en su mayoría, de una colección privada y reunidos en los mercados de antigüedades de Italia, Portugal, España, Alemania, países en los cuales la Inquisición logró permanecer por varios siglos.

#### Museo Auditorio Pet Star
El museo es un espacio amigable con el medio ambiente, cuenta con un sistema de captación de agua pluvial, paneles solares y azotea verde.
Se encuentra una exhibición sobre la importancia del reciclaje. En la planta alta se encuentra otra exhibición sobre los productos que se pueden generar con el reciclaje y una explicación gráfica sobre este proceso en la planta de PetStar.
El museo cuenta además con una azotea verde donde pueden observarse plantas y flores de diversas especies, mismas que se albergan en charolas que están hechas con tapa y etiqueta que se separa del proceso de reciclaje.

#### Reino del Chocolate (Nestlé)
Se trata de un recorrido lúdico con salas interactivas donde la firma expone la historia del cacao y la elaboración del chocolate a través de un rally y juegos de competencia en equipos con un mensaje de consumo responsable.

#### Museo del Instituto Pedro Nolasco
El Instituto Cultural “Pedro Nolasco” fue nombrado así en honor al fundador de la Orden de la Merced; tiene 36 salas en las que se observan pinturas, esculturas, grabados, escritos antiguos y obras artísticas. Además, resguarda más de dos mil libros de los siglos XVII, XVIII y XIX en su biblioteca “Fray Adolfo Zamora”. 
El Instituto se ubica en el recinto de la Iglesia de la Merced.
El valor histórico y cultural de las obras que resguarda ha llevado a la administración a restringir el acceso, que sólo se permite previa cita.

### Parques y Sitios Naturales
Santuarios
Santuario del Agua y Forestal Subcuenca Tributaria Presa Antonio Alzate. Se declara área natural protegida con la categoría de Parque Estatal Santuario del Agua y Forestal, la zona conocida como Subcuenca Tributaria Presa Antonio Alzate, la cual se ubica en la parte centro- norte de la Cuenca Alta del Río Lerma en el Estado de México, incluye principalmente a los municipios de Almoloya de Juárez, Jiquipilco, Temoaya y Toluca, Estado de México, donde se localizan las principales fuentes tributarias de agua hacia el río Lerma, de acuerdo al ordenamiento ecológico del territorio y a los planes municipales de desarrollo urbano, a la ejecución de las principales políticas ambientales, destinadas a la preservación, protección, conservación, restauración y aprovechamiento sustentable del entorno.

#### Área de Protección de Flora y Fauna Nevado de Toluca
Este parque fue decretado el 25 de enero de 1936, siendo Presidente de la República el general Lázaro Cárdenas del Río y Secretario de Agricultura y Fomento el general Saturnino Cedillo. Posteriormente el 10 de febrero de 1937 y publicado en el Diario Oficial el 19 de febrero de 1937.
Catalogado desde 1937 como Parque Nacional "Nevado de Toluca" y hasta el último día del mes septiembre de 2013, dejó de serlo para convertirse en “Área de Protección de Flora y Fauna” a partir del 1.º de octubre, así lo publicó el Diario Oficial de la Federación (DOF) el decreto que modifica y reforma el estatus; con lo cual se abre la posibilidad de que las comunidades participen en proyectos de aprovechamiento sustentable.
El Nevado de Toluca, también es conocido por “Xinantécatl” en Náhuatl significa “Señor Desnudo”, es un volcán que se levanta en los municipios de Almoloya de Juárez, Amanalco de Becerra, Calimaya, Coatepec Harinas, Temascaltepec, Tenango del Valle, Texcaltitlan, Toluca, Villa Guerrero y Zinacantepec; se localiza a 43 kilómetros al suroeste de la Ciudad de Toluca, se llega por la carretera Toluca-Sultepec, pasando el poblado de Raíces con desviación al volcán, recorriendo 18 kilómetros de terracería hasta la cima.
Forma parte del eje Neovolcánico a una altitud de 3000 a 4600 m s. n. m.; es la cuarta montaña más alta del país. Desde hace mucho tiempo cesó la actividad volcánica, pero pudiera ser factible que hace unos siglos haya tenido erupciones menores antes de la llegada de los españoles, actualmente se sabe que un enorme tapón sella su cráter eruptivo. Se asciende por sus laderas en un camino de terracería. Este amplio recinto dividido en dos semi cráteres están ocupados por dos lagunas, una denominada de “El Sol” y la otra de “La Luna”, también se ha experimentado el buceo de altura con respectivo permiso, cabe mencionar que en inviernos muy fríos las aguas de las lagunas son muy frías, éstas en la Antigüedad fueron motivo de cultos religiosos por los pueblos indígenas prehispánicos, estos pueblos devotos de las divinidades del agua, adoraron con sacrificios y cultos a las lagunas, depositando en ellas ofrendas de copa en vasijas de cerámica de las cuales se han hallado en diferentes formas sus vestigios y numerosos ejemplares antiguos de 1000 a 1800 años.
La laguna de “El Sol” con una dimensión de 400 m de longitud por 200 m de ancho y una profundidad de 12 m, se encuentra a una altitud de 4209 m.s.n.m también se denomina “El Lago de El Sol”; la laguna de la “Luna” también denominada “Lago de la Luna” es menor, con 200 m de largo por 75 m de ancho alcanzando una altura de 4216 m s. n. m.
El borde del cráter es elíptico, presenta picos o cumbres muy elevados como el Pico del Águila, al norte, con una altura de 4,578 m s. n. m., y el del Fraile al sur de 4,660 m.s.n.m. La altura de los pichachones y lo peligroso de su ascenso son un reto para los alpinistas y excursionistas.
En este parque puedes encontrar lo siguiente:
Experiencias
- Senderismo, alpinismo, montañismo, campismo, acondicionamiento físico, investigación, educación ambiental, fotografía de paisaje.

Servicios e instalaciones
- Cabaña, albergue alpino, área de acampado, caseta de administración, vigilancia, senderos señalizados, sanitarios.

Horario: 08:00 A 15:00 de martes a domingo

#### Parque Sierra Morelos
Este parque ubicado en el municipio de Toluca y Zinacantepec, fue declarado originalmente por Decreto del Ejecutivo Estatal de fecha 22 de julio de 1976, publicado en la “Gaceta de Gobierno” del propio Estado el 29 del mismo mes y año, siendo Gobernador Constitucional el Dr. Jorge Jiménez Cantú y Secretario General de Gobierno el C.P. Juan Monroy Pérez, y comprendió una superficie de 394.96 has. de zona montañosa dentro del Valle de Toluca, abarcando terrenos del barrio de la Teresona y poblados de San Miguel Apinahuizco, San Luis Obispo y Zopilocalco respectivamente.
Por decreto del 31 de agosto de 1981, publicado el 15 de septiembre del mismo año, se le agregaron a la anterior superficie 860.13 has. que incluyeron terrenos montañosos de los municipios de Toluca y Zinacantepec de distinto régimen de propiedad, haciendo en consecuencia un total de 1,255 has., superficie que a la fecha tiene el parque.
El parque Sierra Morelos por su estructura natural goza de variada vegetación nativa, como encinos, tejocotes, capulin, etc., así como especies menores de matorrales, agaves y nopal. Cuenta con una cobija forestal dominante de cedro, pino, radiata, ocotes, eucaliptos, entre otros etc.
Servicios con los que cuenta el parque: Senderismo, pícnic, acondicionamiento físico, investigación, educación ambiental, fotografía de paisaje, eventos, pabellón ambiental, isla de observación de aves, torre hidrobotánica, granja didáctica.
Horario: 09:00 A 17:00 (06:00 a 09:00 a corredores)

#### Alameda 2000
Este parque se localiza a diez minutos del centro de Toluca, a un costado del centro cultural mexiquense, cuenta con una amplia extensión de áreas verdes, zonas arboladas, campos de fútbol, basquetbol, teatro al aire libre, pista para corredores, zonas para la práctica de ciclismo de montaña, palapas para realizar días de campo, así como áreas para realizar diferentes tipos de eventos culturales.

#### Parque Matlazincas
Conocido como “El Cerro del Calvario” fue escenario de hechos históricos de la Guerra de Independencia. Fue inaugurado como parque en 1959. Está situado en el corazón de la ciudad, rodeado por las calles de Horacio Zúñiga, José Vicente Villada, Andrés Quintana Roo y Valentín Gómez Farías.

#### Parque Metropolitano Bicentenario
Comprende una superficie total de 22,5 hectáreas, incluyendo un lago artificial con tratamiento de aguas residuales y sistema de riego para tres mil ciento ochenta árboles. Cuenta con trotapista, ciclopista, amplios andadores, siete canchas deportivas, gimnasio para activación física, cafetería y acceso gratuito a internet; además de un estacionamiento con 400 espacios.

#### Parque Alameda Norte
Un parque público poco conocido, situación que hace que muy pocas personas lo visiten, ideal para estar solo o con amigos conocidos. Se encuentra en San Diego de Los Padres.

### Teatros y Centros culturales

#### Centro Tolzú
Ubicado sobre la calle de Miguel Hidalgo, en donde antes estaba el Museo Modelo de Ciencias e Industria, se convirtió en el Centro Cultural Toluca, que cambió su nombre e imagen: ahora es Centro Tolzú. Incluye el boulder para entrenamiento de  escalada Xkala y una pantalla IMAX, además de cafetería y algunos espacios para eventos culturales.

#### Cineteca Mexiquense
Ubicada en el Centro Cultural Mexiquense, tiene dos salas de proyección abiertas al público con capacidad para 273 espectadores en cada una, además de un foro al aire libre con una capacidad aproximada para 150 asistentes; cuenta con un vestíbulo que alberga un área para exposiciones periódicas y otra para dulcería. También cuenta con un aula para talleres y otra para el almacenamiento de materiales fílmicos y no fílmicos.

### Gastronomía
Toluca es nacionalmente famosa por su producción de chorizo rojo y verde; sin embargo, su gastronomía es mucho más amplia y se remonta a tiempos prehispánicos. La gastronomía toluqueña incluye: 
- Chorizo verde y rojo.
- Huaraches.
- Dulces Regionales.
- Taco de plaza.
- Torta.
- Mosquitos (licor de naranja).
- Tompiate.
- Mole.
- Garapiña.
- Tlacoyos y quesadillas.
- Tamales.
- Mojarra, trucha y carpa empapeladas.
- Manitas de cerdo en vinagre.
- EWlotes y esquites.
- Sopa de médula.
- Moronga.
- Pulque.
- Obispo.

### Eventos culturales

#### Marzo - abril. Semana Santa
En Toluca se celebra esta tradicional festividad en la cual se lleva a cabo la Procesión del Silencio y la Quema de Judas. 

#### Junio. Fiesta de la Música
Este festival se lleva a cabo con motivo de la Fiesta de la Música, en la cual se promueve la diversidad musical y se invita a la población a participar de los eventos culturales. Durante el festival se presentan múltiples bandas y artistas musicales locales.

#### Octubre - noviembre. Feria y Festival Cultural del Alfeñique
Es una tradición que corresponde a la celebración del Día de Muertos, en la que se instalan coloridos puestos en los Portales de Toluca, donde se vende gran variedad de figuras de dulce de alfeñique y otros propios de la temporada. Además se realizan diversas actividades culturales como recorridos teatralizados en el Panteón General de Toluca, paseos de catrinas y presentaciones de artistas de teatro, música, y cine en distintas sedes del municipio.

### Fiestas patronales
Las fiestas populares, que son las fiestas patronales, se realizan con gran algarabía desde hace mucho tiempo. Aquí una lista de las principales fiestas:
| Fecha             | Fiesta                                                      | Lugar de verificación                      |
| ----------------- | ----------------------------------------------------------- | ------------------------------------------ |
| 19 de marzo       | San José, patrono de la ciudad                              | Cabecera                                   |
| 16 de julio       | Nuestra Señora del Carmen                                   | Cabecera                                   |
| 24 de septiembre  | Nuestra Señora de la Merced                                 | Cabecera                                   |
| 20 de enero       | San Sebastián                                               | Barrio                                     |
| 24 de enero       | Calixtlahuaca                                               | Pueblo                                     |
| 25 de enero       | San Pablo Autopan                                           | Pueblo                                     |
| 25 de abril       | San Marcos Yachihuacaltepec                                 | Pueblo                                     |
| 3 de mayo         | Santa Cruz Atzcapotzaltongo                                 | Pueblo                                     |
| 4 de mayo         | San Felipe Tlalmimilolpan                                   | Pueblo                                     |
| 15 de mayo        | Festividad de San Isidro Labrador                           | Todo el Municipio                          |
| 20 de mayo        | San Bernardino                                              | Barrio                                     |
| 13 de junio       | San Antonio Buenavista                                      | Pueblo                                     |
| 24 de junio       | San Juan Bautista                                           | Barrio                                     |
| 24 de junio       | San Juan Tilapa                                             | Pueblo                                     |
| 29 de junio       | San Pedro Totoltepec                                        | Pueblo                                     |
| junio             | Fiesta de la Música                                         | Todo el Municipio en hermandad con Francia |
| 15 de julio       | San Buenaventura                                            | Pueblo                                     |
| 25 de julio       | San Cristóbal Huichochitlán                                 | Pueblo                                     |
| 25 de julio       | Santiago Miltepec, Santiago Tlacotepec, Santiago Tlaxomulco | Pueblos                                    |
| 26 de julio       | Santa Ana Tlapaltitlán                                      | Pueblo                                     |
| 2 de agosto       | Nuestra Señora de los Ángeles Huitzila                      | Barrio                                     |
| 6 de agosto       | Capultitlán                                                 | Pueblo                                     |
| 10 de agosto      | San Lorenzo Tepaltitlán                                     | Pueblo                                     |
| 11 de agosto      | Santa Clara                                                 | Barrio                                     |
| 15 de agosto      | Tecaxic                                                     | Pueblo                                     |
| 19 de agosto      | San Luis Obispo                                             | Barrio                                     |
| 8 de septiembre   | Santa María de las Rosas                                    | Barrio                                     |
| 21 de septiembre  | San Mateo Otzacatipan, San Mateo Oxtotitlán                 | Pueblos                                    |
| 29 de septiembre  | San Miguel Apinahuizco                                      | Barrio                                     |
| 4 de octubre      | Cacalomacan                                                 | Pueblo                                     |
| octubre-noviembre | Feria y Festival Internacional Cultural del Alfeñique       | Todo el Municipio                          |
| 11 de noviembre   | San Martín Toltepec                                         | Pueblo                                     |
| 30 de noviembre   | San Andrés Cuexcontitlán                                    | Pueblo                                     |
| 4 de diciembre    | Santa Bárbara                                               | Barrio                                     |
| 8 de diciembre    | Santa María Totoltepec                                      | Pueblo                                     |
| 27 de diciembre   | San Juan Evangelista (Chiquito)                             | Barrio                                     |